# Copa Davis 2006
La Copa Davis 2006 corresponde a la 95.ª edición del torneo de tenis masculino más importante por naciones. 16 equipos participaron en el Grupo Mundial y más de cien en los diferentes grupos regionales.
Los primeros partidos fueron disputados entre el 10 y el 12 de febrero de 2006. Tras ganar en diversas series eliminatorias, los equipos de Argentina y Rusia llegaron a la final, que se realizó entre el 1 y el 3 de diciembre en el Estadio Olimpiski de Moscú. Argentina llegó por primera vez a una final en los últimos veinticinco años, mientras los rusos habían previamente alcanzado el título en la Copa Davis 2002. Finalmente, los locales derrotaron a los sudamericanos por 3:2 y se coronaron campeones.

## Grupo Mundial
| Equipos Participantes Grupo Mundial de 2006 | Equipos Participantes Grupo Mundial de 2006 | Equipos Participantes Grupo Mundial de 2006 | Equipos Participantes Grupo Mundial de 2006 | Equipos Participantes Grupo Mundial de 2006 | Equipos Participantes Grupo Mundial de 2006 | Equipos Participantes Grupo Mundial de 2006 | Equipos Participantes Grupo Mundial de 2006 |
| Alemania                                    | Argentina                                   | Australia                                   | Austria                                     | Bielorrusia                                 | Chile                                       | Croacia                                     | Eslovaquia                                  |
| España                                      | Estados Unidos                              | Francia                                     | Países Bajos                                | Rumania                                     | Rusia                                       | Suecia                                      | Suiza                                       |
| ------------------------------------------- | ------------------------------------------- | ------------------------------------------- | ------------------------------------------- | ------------------------------------------- | ------------------------------------------- | ------------------------------------------- | ------------------------------------------- |

## Eliminatorias
|  | Octavos de final | Octavos de final |                |   | Cuartos de final | Cuartos de final |  |  | Semifinales      | Semifinales      |  |  | Final         | Final         |
|  | 10-12 febrero    | 10-12 febrero    |                |   | 7-9 abril        | 7-9 abril        |  |  | 22-24 septiembre | 22-24 septiembre |  |  | 1-3 diciembre | 1-3 diciembre |
|  |                  |                  |                |   |                  |                  |  |  |                  |                  |  |  |               |               |
|  |                  |                  |                |   |                  |                  |  |  |                  |                  |  |  |               |               |
|  |                  |                  |                |   |                  |                  |  |  |                  |                  |  |  |               |               |
|  | Croacia *        | 3                |                |   |                  |                  |  |  |                  |                  |  |  |               |               |
|  | Croacia *        | 3                |                |   |                  |                  |  |  |                  |                  |  |  |               |               |
|  | Austria          | 2                |                |   |                  |                  |  |  |                  |                  |  |  |               |               |
|  | Austria          | 2                | Croacia        | 2 |                  |                  |  |  |                  |                  |  |  |               |               |
|  |                  |                  |                | 2 |                  |                  |  |  |                  |                  |  |  |               |               |
|  |                  | Argentina        | 3              |   |                  |                  |  |  |                  |                  |  |  |               |               |
|  | Argentina *      | Argentina        | 3              | 5 |                  |                  |  |  |                  |                  |  |  |               |               |
|  | Argentina *      |                  |                | 5 |                  |                  |  |  |                  |                  |  |  |               |               |
|  | Suecia           | 0                |                |   |                  |                  |  |  |                  |                  |  |  |               |               |
|  | Suecia           | 0                | Argentina      | 5 |                  |                  |  |  |                  |                  |  |  |               |               |
|  |                  |                  |                | 5 |                  |                  |  |  |                  |                  |  |  |               |               |
|  |                  | Australia        | 0              |   |                  |                  |  |  |                  |                  |  |  |               |               |
|  | España *         | Australia        | 0              | 1 |                  |                  |  |  |                  |                  |  |  |               |               |
|  | España *         |                  |                | 1 |                  |                  |  |  |                  |                  |  |  |               |               |
|  | Bielorrusia      | 4                |                |   |                  |                  |  |  |                  |                  |  |  |               |               |
|  | Bielorrusia      | 4                | Bielorrusia    | 0 |                  |                  |  |  |                  |                  |  |  |               |               |
|  |                  |                  |                | 0 |                  |                  |  |  |                  |                  |  |  |               |               |
|  |                  | Australia        | 5              |   |                  |                  |  |  |                  |                  |  |  |               |               |
|  | Australia *      | Australia        | 5              | 3 |                  |                  |  |  |                  |                  |  |  |               |               |
|  | Australia *      |                  |                | 3 |                  |                  |  |  |                  |                  |  |  |               |               |
|  | Suiza            | 2                |                |   |                  |                  |  |  |                  |                  |  |  |               |               |
|  | Suiza            | 2                | Argentina      | 2 |                  |                  |  |  |                  |                  |  |  |               |               |
|  |                  |                  |                | 2 |                  |                  |  |  |                  |                  |  |  |               |               |
|  |                  | Rusia            | 3              |   |                  |                  |  |  |                  |                  |  |  |               |               |
|  | Alemania         | Rusia            | 3              | 2 |                  |                  |  |  |                  |                  |  |  |               |               |
|  | Alemania         |                  |                | 2 |                  |                  |  |  |                  |                  |  |  |               |               |
|  | Francia *        | 3                |                |   |                  |                  |  |  |                  |                  |  |  |               |               |
|  | Francia *        | 3                | Francia        | 1 |                  |                  |  |  |                  |                  |  |  |               |               |
|  |                  |                  |                | 1 |                  |                  |  |  |                  |                  |  |  |               |               |
|  |                  | Rusia            | 4              |   |                  |                  |  |  |                  |                  |  |  |               |               |
|  | Países Bajos     | Rusia            | 4              | 0 |                  |                  |  |  |                  |                  |  |  |               |               |
|  | Países Bajos     |                  |                | 0 |                  |                  |  |  |                  |                  |  |  |               |               |
|  | Rusia *          | 5                |                |   |                  |                  |  |  |                  |                  |  |  |               |               |
|  | Rusia *          | 5                | Rusia          | 3 |                  |                  |  |  |                  |                  |  |  |               |               |
|  |                  |                  |                | 3 |                  |                  |  |  |                  |                  |  |  |               |               |
|  |                  | Estados Unidos   | 2              |   |                  |                  |  |  |                  |                  |  |  |               |               |
|  | Rumania          | Estados Unidos   | 2              | 1 |                  |                  |  |  |                  |                  |  |  |               |               |
|  | Rumania          |                  |                | 1 |                  |                  |  |  |                  |                  |  |  |               |               |
|  | Estados Unidos * | 3                |                |   |                  |                  |  |  |                  |                  |  |  |               |               |
|  | Estados Unidos * | 3                | Estados Unidos | 3 |                  |                  |  |  |                  |                  |  |  |               |               |
|  |                  |                  |                | 3 |                  |                  |  |  |                  |                  |  |  |               |               |
|  |                  | Chile            | 2              |   |                  |                  |  |  |                  |                  |  |  |               |               |
|  | Chile            | Chile            | 2              | 4 |                  |                  |  |  |                  |                  |  |  |               |               |
|  | Chile            |                  |                | 4 |                  |                  |  |  |                  |                  |  |  |               |               |
|  | Eslovaquia *     | 1                |                |   |                  |                  |  |  |                  |                  |  |  |               |               |
|  | Eslovaquia *     | 1                |                |   |                  |                  |  |  |                  |                  |  |  |               |               |

*: Cabezas de serie. En cursiva, equipo juega de local.

### Primera ronda
| | Bandera de Austria | Austria                     | 2     | 3     | Croacia | Bandera de Croacia |   |
| --- | ------------------ | --------------------------- | ----- | ----- | ------- | ------------------ | - |
| Schwarzl Freizeit Zentrum, Graz, Austria 10 al 12 de febrero de 2006 |                    |                             |       |       |         |                    |   |
| \| 1 \| \| Jürgen Melzer \| 7 \| 7 \| 4 \| 4 \| 3 \| \| 1 \| \| Mario Ančić \| 6 (2) \| 6 (4) \| 6 \| 6 \| 6 \| \| 2 \| \| Stefan Koubek \| 2 \| 2 \| 4 \| \| \| \| 2 \| \| Ivan Ljubičić \| 6 \| 6 \| 6 \| \| \| \| 3 \| \| Julian Knowle-Jürgen Melzer \| 6 \| 6 \| 4 \| 4 \| 6 \| \| 3 \| \| Mario Ančić-Ivan Ljubičić \| 3 \| 3 \| 6 \| 6 \| 8 \| \| 4 \| \| Alexander Peya \| 4 \| 6 \| 6 \| \| \| \| 4 \| \| Ivan Cerovic \| 6 \| 2 \| 4 \| \| \| \| 5 \| \| Stefan Koubek \| 6 \| 7 \| \| \| \| \| 5 \| \| Marin Čilić \| 1 \| 5 \| \| \| \| |                    |                             |       |       |         |                    |   |
| 1 | Bandera de Austria | Jürgen Melzer               | 7     | 7     | 4       | 4                  | 3 |
| 1 | Bandera de Croacia | Mario Ančić                 | 6 (2) | 6 (4) | 6       | 6                  | 6 |
| 2 | Bandera de Austria | Stefan Koubek               | 2     | 2     | 4       |                    |   |
| 2 | Bandera de Croacia | Ivan Ljubičić               | 6     | 6     | 6       |                    |   |
| 3 | Bandera de Austria | Julian Knowle-Jürgen Melzer | 6     | 6     | 4       | 4                  | 6 |
| 3 | Bandera de Croacia | Mario Ančić-Ivan Ljubičić   | 3     | 3     | 6       | 6                  | 8 |
| 4 | Bandera de Austria | Alexander Peya              | 4     | 6     | 6       |                    |   |
| 4 | Bandera de Croacia | Ivan Cerovic                | 6     | 2     | 4       |                    |   |
| 5 | Bandera de Austria | Stefan Koubek               | 6     | 7     |         |                    |   |
| 5 | Bandera de Croacia | Marin Čilić                 | 1     | 5     |         |                    |   |

| | Bandera de Argentina | Argentina                        | 5 | 0     | Suecia | Bandera de Suecia |  |
| --- | -------------------- | -------------------------------- | - | ----- | ------ | ----------------- |  |
| Estadio Parque Roca, Buenos Aires, Argentina 10 al 12 de febrero de 2006 |                      |                                  |   |       |        |                   |  |
| \| 1 \| \| David Nalbandian \| 3 \| 6 \| 6 \| 6 \| \| \| 1 \| \| Robin Söderling \| 6 \| 2 \| 4 \| 1 \| \| \| 2 \| \| José Acasuso \| 6 \| 6 \| 6 \| \| \| \| 2 \| \| Thomas Johansson \| 1 \| 1 \| 3 \| \| \| \| 3 \| \| David Nalbandian-Agustín Calleri \| 6 \| 7 \| 2 \| 6 \| \| \| 3 \| \| Jonas Björkman-Simon Aspelin \| 2 \| 6 (4) \| 6 \| 4 \| \| \| 4 \| \| Juan Ignacio Chela \| 6 \| 6 \| \| \| \| \| 4 \| \| Thomas Johansson \| 4 \| 1 \| \| \| \| \| 5 \| \| José Acasuso \| 6 \| 6 \| \| \| \| \| 5 \| \| Jonas Björkman \| 0 \| 1 \| \| \| \| |                      |                                  |   |       |        |                   |  |
| 1 | Bandera de Argentina | David Nalbandian                 | 3 | 6     | 6      | 6                 |  |
| 1 | Bandera de Suecia    | Robin Söderling                  | 6 | 2     | 4      | 1                 |  |
| 2 | Bandera de Argentina | José Acasuso                     | 6 | 6     | 6      |                   |  |
| 2 | Bandera de Suecia    | Thomas Johansson                 | 1 | 1     | 3      |                   |  |
| 3 | Bandera de Argentina | David Nalbandian-Agustín Calleri | 6 | 7     | 2      | 6                 |  |
| 3 | Bandera de Suecia    | Jonas Björkman-Simon Aspelin     | 2 | 6 (4) | 6      | 4                 |  |
| 4 | Bandera de Argentina | Juan Ignacio Chela               | 6 | 6     |        |                   |  |
| 4 | Bandera de Suecia    | Thomas Johansson                 | 4 | 1     |        |                   |  |
| 5 | Bandera de Argentina | José Acasuso                     | 6 | 6     |        |                   |  |
| 5 | Bandera de Suecia    | Jonas Björkman                   | 0 | 1     |        |                   |  |

| | Bandera de Bielorrusia | Bielorrusia                       | 4     | 1     | España | Bandera de España |  |
| --- | ---------------------- | --------------------------------- | ----- | ----- | ------ | ----------------- |  |
| Football Manege, Minsk, Bielorrusia 10 al 12 de febrero de 2006 |                        |                                   |       |       |        |                   |  |
| \| 1 \| \| Max Mirnyi \| 6 \| 6 (5) \| 6 \| 6 \| \| \| 1 \| \| Tommy Robredo \| 3 \| 7 \| 3 \| 3 \| \| \| 2 \| \| Vladímir Volchkov \| 6 \| 6 \| 6 \| \| \| \| 2 \| \| David Ferrer \| 3 \| 4 \| 3 \| \| \| \| 3 \| \| Max Mirnyi-Vladímir Volchkov \| 7 \| 6 \| 7 \| \| \| \| 3 \| \| Feliciano López-Fernando Verdasco \| 6 (2) \| 4 \| 5 \| \| \| \| 4 \| \| Serguei Tarasevitch \| 2 \| 1 \| \| \| \| \| 4 \| \| David Ferrer \| 6 \| 6 \| \| \| \| \| 5 \| \| Vladímir Volchkov \| 7 \| 6 \| \| \| \| \| 5 \| \| Tommy Robredo \| 6 (6) \| 3 \| \| \| \| |                        |                                   |       |       |        |                   |  |
| 1 | Bandera de Bielorrusia | Max Mirnyi                        | 6     | 6 (5) | 6      | 6                 |  |
| 1 | Bandera de España      | Tommy Robredo                     | 3     | 7     | 3      | 3                 |  |
| 2 | Bandera de Bielorrusia | Vladímir Volchkov                 | 6     | 6     | 6      |                   |  |
| 2 | Bandera de España      | David Ferrer                      | 3     | 4     | 3      |                   |  |
| 3 | Bandera de Bielorrusia | Max Mirnyi-Vladímir Volchkov      | 7     | 6     | 7      |                   |  |
| 3 | Bandera de España      | Feliciano López-Fernando Verdasco | 6 (2) | 4     | 5      |                   |  |
| 4 | Bandera de Bielorrusia | Serguei Tarasevitch               | 2     | 1     |        |                   |  |
| 4 | Bandera de España      | David Ferrer                      | 6     | 6     |        |                   |  |
| 5 | Bandera de Bielorrusia | Vladímir Volchkov                 | 7     | 6     |        |                   |  |
| 5 | Bandera de España      | Tommy Robredo                     | 6 (6) | 3     |        |                   |  |

| | Bandera de Suiza     | Suiza                           | 2     | 3 | Australia | Bandera de Australia |  |
| --- | -------------------- | ------------------------------- | ----- | - | --------- | -------------------- |  |
| SEG Geneva Arena, Ginebra, Suiza 10 al 12 de febrero de 2006 |                      |                                 |       |   |           |                      |  |
| \| 1 \| \| Michael Lammer \| 6 \| 3 \| 0 \| 3 \| \| \| 1 \| \| Peter Luczak \| 1 \| 6 \| 6 \| 6 \| \| \| 2 \| \| Stanislas Wawrinka \| 7 \| 3 \| 6 \| 7 \| \| \| 2 \| \| Chris Guccione \| 5 \| 6 \| 4 \| 6 (6) \| \| \| 3 \| \| Yves Allegro-Stanislas Wawrinka \| 6 (6) \| 4 \| 6 \| 6 (5) \| \| \| 3 \| \| Wayne Arthurs-Paul Hanley \| 7 \| 6 \| 4 \| 7 \| \| \| 4 \| \| Stanislas Wawrinka \| 6 \| 6 \| 6 (7) \| 6 \| \| \| 4 \| \| Peter Luczak \| 4 \| 2 \| 7 \| 2 \| \| \| 5 \| \| George Bastl \| 5 \| 3 \| 6 (7) \| \| \| \| 5 \| \| Chris Guccione \| 7 \| 6 \| 7 \| \| \| |                      |                                 |       |   |           |                      |  |
| 1 | Bandera de Suiza     | Michael Lammer                  | 6     | 3 | 0         | 3                    |  |
| 1 | Bandera de Australia | Peter Luczak                    | 1     | 6 | 6         | 6                    |  |
| 2 | Bandera de Suiza     | Stanislas Wawrinka              | 7     | 3 | 6         | 7                    |  |
| 2 | Bandera de Australia | Chris Guccione                  | 5     | 6 | 4         | 6 (6)                |  |
| 3 | Bandera de Suiza     | Yves Allegro-Stanislas Wawrinka | 6 (6) | 4 | 6         | 6 (5)                |  |
| 3 | Bandera de Australia | Wayne Arthurs-Paul Hanley       | 7     | 6 | 4         | 7                    |  |
| 4 | Bandera de Suiza     | Stanislas Wawrinka              | 6     | 6 | 6 (7)     | 6                    |  |
| 4 | Bandera de Australia | Peter Luczak                    | 4     | 2 | 7         | 2                    |  |
| 5 | Bandera de Suiza     | George Bastl                    | 5     | 3 | 6 (7)     |                      |  |
| 5 | Bandera de Australia | Chris Guccione                  | 7     | 6 | 7         |                      |  |

| | Bandera de Alemania | Alemania                      | 2     | 3     | Francia | Bandera de Francia |   |
| --- | ------------------- | ----------------------------- | ----- | ----- | ------- | ------------------ | - |
| Estadio Gerry Weber, Halle, Alemania 10 al 12 de febrero de 2006 |                     |                               |       |       |         |                    |   |
| \| 1 \| \| Nicolas Kiefer \| 5 \| 6 (7) \| 0 \| \| \| \| 1 \| \| Sébastien Grosjean \| 7 \| 7 \| 6 \| \| \| \| 2 \| \| Tommy Haas \| 6 \| 4 \| 4 \| 7 \| 3 \| \| 2 \| \| Richard Gasquet \| 1 \| 6 \| 6 \| 6 (1) \| 6 \| \| 3 \| \| Tommy Haas-Alexander Waske \| 7 \| 3 \| 4 \| 1 \| \| \| 3 \| \| Arnaud Clément-Michaël Llodra \| 6 (6) \| 6 \| 6 \| 6 \| \| \| 4 \| \| Rainer Schüttler \| 6 \| 6 \| \| \| \| \| 4 \| \| Arnaud Clément \| 4 \| 3 \| \| \| \| \| 5 \| \| Tommy Haas \| 6 \| 6 \| \| \| \| \| 5 \| \| Michaël Llodra \| 3 \| 3 \| \| \| \| |                     |                               |       |       |         |                    |   |
| 1 | Bandera de Alemania | Nicolas Kiefer                | 5     | 6 (7) | 0       |                    |   |
| 1 | Bandera de Francia  | Sébastien Grosjean            | 7     | 7     | 6       |                    |   |
| 2 | Bandera de Alemania | Tommy Haas                    | 6     | 4     | 4       | 7                  | 3 |
| 2 | Bandera de Francia  | Richard Gasquet               | 1     | 6     | 6       | 6 (1)              | 6 |
| 3 | Bandera de Alemania | Tommy Haas-Alexander Waske    | 7     | 3     | 4       | 1                  |   |
| 3 | Bandera de Francia  | Arnaud Clément-Michaël Llodra | 6 (6) | 6     | 6       | 6                  |   |
| 4 | Bandera de Alemania | Rainer Schüttler              | 6     | 6     |         |                    |   |
| 4 | Bandera de Francia  | Arnaud Clément                | 4     | 3     |         |                    |   |
| 5 | Bandera de Alemania | Tommy Haas                    | 6     | 6     |         |                    |   |
| 5 | Bandera de Francia  | Michaël Llodra                | 3     | 3     |         |                    |   |

| | Bandera de los Países Bajos | Países Bajos                   | 0     | 5     | Rusia | Bandera de Rusia |  |
| --- | --------------------------- | ------------------------------ | ----- | ----- | ----- | ---------------- |  |
| Amsterdam RAI, Ámsterdam, Países Bajos 10 al 12 de febrero de 2006 |                             |                                |       |       |       |                  |  |
| \| 1 \| \| Raemon Sluiter \| 7 \| 4 \| 6 (5) \| 6 (5) \| \| \| 1 \| \| Dmitry Tursunov \| 6 (2) \| 6 \| 7 \| 7 \| \| \| 2 \| \| Melle Van Gemerden \| 6 (6) \| 5 \| 4 \| \| \| \| 2 \| \| Nikolay Davydenko \| 7 \| 7 \| 6 \| \| \| \| 3 \| \| Raemon Sluiter-John Van Lottum \| 2 \| 6 \| 4 \| 4 \| \| \| 3 \| \| Igor Andreev-Mijaíl Yuzhny \| 6 \| 3 \| 6 \| 6 \| \| \| 4 \| \| Jesse Huta Galung \| 3 \| 6 \| 6 (7) \| \| \| \| 4 \| \| Igor Andreev \| 6 \| 4 \| 7 \| \| \| \| 5 \| \| Melle Van Gemerden \| 6 (4) \| 6 (5) \| \| \| \| \| 5 \| \| Dmitry Tursunov \| 7 \| 7 \| \| \| \| |                             |                                |       |       |       |                  |  |
| 1 | Bandera de los Países Bajos | Raemon Sluiter                 | 7     | 4     | 6 (5) | 6 (5)            |  |
| 1 | Bandera de Rusia            | Dmitry Tursunov                | 6 (2) | 6     | 7     | 7                |  |
| 2 | Bandera de los Países Bajos | Melle Van Gemerden             | 6 (6) | 5     | 4     |                  |  |
| 2 | Bandera de Rusia            | Nikolay Davydenko              | 7     | 7     | 6     |                  |  |
| 3 | Bandera de los Países Bajos | Raemon Sluiter-John Van Lottum | 2     | 6     | 4     | 4                |  |
| 3 | Bandera de Rusia            | Igor Andreev-Mijaíl Yuzhny     | 6     | 3     | 6     | 6                |  |
| 4 | Bandera de los Países Bajos | Jesse Huta Galung              | 3     | 6     | 6 (7) |                  |  |
| 4 | Bandera de Rusia            | Igor Andreev                   | 6     | 4     | 7     |                  |  |
| 5 | Bandera de los Países Bajos | Melle Van Gemerden             | 6 (4) | 6 (5) |       |                  |  |
| 5 | Bandera de Rusia            | Dmitry Tursunov                | 7     | 7     |       |                  |  |

| | Bandera de Estados Unidos | Estados Unidos             | 4     | 1     | Rumania | Bandera de Rumania |   |
| --- | ------------------------- | -------------------------- | ----- | ----- | ------- | ------------------ | - |
| La Jolla Beach and Tennis Club, La Jolla, CA, Estados Unidos 10 al 12 de febrero de 2006 |                           |                            |       |       |         |                    |   |
| \| 1 \| \| Andy Roddick \| 7 \| 6 \| 6 (8) \| 2 \| 4 \| \| 1 \| \| Andrei Pavel \| 6 (2) \| 2 \| 7 \| 6 \| 6 \| \| 2 \| \| James Blake \| 6 \| 7 \| 6 \| \| \| \| 2 \| \| Andrei Pavel \| 4 \| 6 (5) \| 2 \| \| \| \| 3 \| \| Bob Bryan-Mike Bryan \| 6 \| \| \| \| \| \| 3 \| \| Victor Hănescu-Horia Tecau \| 2 \| R \| \| \| \| \| 4 \| \| Andy Roddick \| 6 \| 6 \| 6 \| \| \| \| 4 \| \| Razvan Sabau \| 3 \| 3 \| 2 \| \| \| \| 5 \| \| James Blake \| 6 \| 7 \| \| \| \| \| 5 \| \| Horia Tecau \| 1 \| 5 \| \| \| \| |                           |                            |       |       |         |                    |   |
| 1 | Bandera de Estados Unidos | Andy Roddick               | 7     | 6     | 6 (8)   | 2                  | 4 |
| 1 | Bandera de Rumania        | Andrei Pavel               | 6 (2) | 2     | 7       | 6                  | 6 |
| 2 | Bandera de Estados Unidos | James Blake                | 6     | 7     | 6       |                    |   |
| 2 | Bandera de Rumania        | Andrei Pavel               | 4     | 6 (5) | 2       |                    |   |
| 3 | Bandera de Estados Unidos | Bob Bryan-Mike Bryan       | 6     |       |         |                    |   |
| 3 | Bandera de Rumania        | Victor Hănescu-Horia Tecau | 2     | R     |         |                    |   |
| 4 | Bandera de Estados Unidos | Andy Roddick               | 6     | 6     | 6       |                    |   |
| 4 | Bandera de Rumania        | Razvan Sabau               | 3     | 3     | 2       |                    |   |
| 5 | Bandera de Estados Unidos | James Blake                | 6     | 7     |         |                    |   |
| 5 | Bandera de Rumania        | Horia Tecau                | 1     | 5     |         |                    |   |

| | Bandera de Chile      | Chile                           | 4     | 1     | Eslovaquia | Bandera de Eslovaquia |  |
| --- | --------------------- | ------------------------------- | ----- | ----- | ---------- | --------------------- |  |
| Medialuna Monumental, Rancagua, Chile 10 al 12 de febrero de 2006 |                       |                                 |       |       |            |                       |  |
| \| 1 \| \| Fernando González \| 7 \| 7 \| 6 \| \| \| \| 1 \| \| Michal Mertinak \| 6 (5) \| 6 (3) \| 3 \| \| \| \| 2 \| \| Nicolás Massú \| 6 (5) \| 6 \| 6 \| 7 \| \| \| 2 \| \| Dominik Hrbatý \| 7 \| 3 \| 1 \| 6 (4) \| \| \| 3 \| \| Fernando González-Nicolás Massú \| 6 \| 7 \| 3 \| 6 \| \| \| 3 \| \| Lukáš Lacko-Michal Mertinak \| 2 \| 5 \| 6 \| 4 \| \| \| 4 \| \| Paul Capdeville \| 6 \| 7 \| \| \| \| \| 4 \| \| Victor Bruthans \| 4 \| 5 \| \| \| \| \| 5 \| \| Adrián García \| 4 \| 1 \| R \| \| \| \| 5 \| \| Lukáš Lacko \| 6 \| 4 \| \| \| \| |                       |                                 |       |       |            |                       |  |
| 1 | Bandera de Chile      | Fernando González               | 7     | 7     | 6          |                       |  |
| 1 | Bandera de Eslovaquia | Michal Mertinak                 | 6 (5) | 6 (3) | 3          |                       |  |
| 2 | Bandera de Chile      | Nicolás Massú                   | 6 (5) | 6     | 6          | 7                     |  |
| 2 | Bandera de Eslovaquia | Dominik Hrbatý                  | 7     | 3     | 1          | 6 (4)                 |  |
| 3 | Bandera de Chile      | Fernando González-Nicolás Massú | 6     | 7     | 3          | 6                     |  |
| 3 | Bandera de Eslovaquia | Lukáš Lacko-Michal Mertinak     | 2     | 5     | 6          | 4                     |  |
| 4 | Bandera de Chile      | Paul Capdeville                 | 6     | 7     |            |                       |  |
| 4 | Bandera de Eslovaquia | Victor Bruthans                 | 4     | 5     |            |                       |  |
| 5 | Bandera de Chile      | Adrián García                   | 4     | 1     | R          |                       |  |
| 5 | Bandera de Eslovaquia | Lukáš Lacko                     | 6     | 4     |            |                       |  |

### Cuartos de final
| | Bandera de Croacia   | Croacia                       | 2     | 3 | Argentina | Bandera de Argentina |   |
| --- | -------------------- | ----------------------------- | ----- | - | --------- | -------------------- | - |
| DOM Sportova, Zagreb, Croacia 7 al 9 de abril de 2006 |                      |                               |       |   |           |                      |   |
| \| 1 \| \| Ivan Ljubičić \| 6 (7) \| 5 \| 7 \| 6 \| 6 \| \| 1 \| \| Agustín Calleri \| 7 \| 7 \| 6 (6) \| 1 \| 2 \| \| 2 \| \| Marin Čilić \| 1 \| 1 \| 2 \| \| \| \| 2 \| \| David Nalbandian \| 6 \| 6 \| 6 \| \| \| \| 3 \| \| Marin Čilić-Ivan Ljubičić \| 4 \| 2 \| 6 \| 4 \| \| \| 3 \| \| José Acasuso-David Nalbandian \| 6 \| 6 \| 3 \| 6 \| \| \| 4 \| \| Ivan Ljubičić \| 6 \| 6 \| 6 \| \| \| \| 4 \| \| David Nalbandian \| 3 \| 4 \| 4 \| \| \| \| 5 \| \| Saša Tuksar \| 6 \| 4 \| 6 (6) \| 6 (5) \| \| \| 5 \| \| Juan Ignacio Chela \| 3 \| 6 \| 7 \| 7 \| \| |                      |                               |       |   |           |                      |   |
| 1 | Bandera de Croacia   | Ivan Ljubičić                 | 6 (7) | 5 | 7         | 6                    | 6 |
| 1 | Bandera de Argentina | Agustín Calleri               | 7     | 7 | 6 (6)     | 1                    | 2 |
| 2 | Bandera de Croacia   | Marin Čilić                   | 1     | 1 | 2         |                      |   |
| 2 | Bandera de Argentina | David Nalbandian              | 6     | 6 | 6         |                      |   |
| 3 | Bandera de Croacia   | Marin Čilić-Ivan Ljubičić     | 4     | 2 | 6         | 4                    |   |
| 3 | Bandera de Argentina | José Acasuso-David Nalbandian | 6     | 6 | 3         | 6                    |   |
| 4 | Bandera de Croacia   | Ivan Ljubičić                 | 6     | 6 | 6         |                      |   |
| 4 | Bandera de Argentina | David Nalbandian              | 3     | 4 | 4         |                      |   |
| 5 | Bandera de Croacia   | Saša Tuksar                   | 6     | 4 | 6 (6)     | 6 (5)                |   |
| 5 | Bandera de Argentina | Juan Ignacio Chela            | 3     | 6 | 7         | 7                    |   |

| | Bandera de Australia   | Australia                    | 5     | 0 | Bielorrusia | Bandera de Bielorrusia |   |
| --- | ---------------------- | ---------------------------- | ----- | - | ----------- | ---------------------- | - |
| Kooyong Tennis Club, Melbourne, Australia 7 al 9 de abril de 2006 |                        |                              |       |   |             |                        |   |
| \| 1 \| \| Chris Guccione \| 7 \| 3 \| 7 \| 3 \| 6 \| \| 1 \| \| Max Mirnyi \| 6 (4) \| 6 \| 5 \| 6 \| 4 \| \| 2 \| \| Lleyton Hewitt \| 6 \| 6 \| 6 \| \| \| \| 2 \| \| Vladímir Volchkov \| 2 \| 1 \| 2 \| \| \| \| 3 \| \| Wayne Arthurs-Paul Hanley \| 3 \| 6 \| 5 \| 6 \| 7 \| \| 3 \| \| Max Mirnyi-Vladímir Volchkov \| 6 \| 4 \| 7 \| 3 \| 5 \| \| 4 \| \| Wayne Arthurs \| 7 \| 6 \| \| \| \| \| 4 \| \| Serguei Tarasevitch \| 6 (6) \| 3 \| \| \| \| \| 5 \| \| Chris Guccione \| 6 \| 6 \| \| \| \| \| 5 \| \| Alexandr Zotov \| 1 \| 3 \| \| \| \| |                        |                              |       |   |             |                        |   |
| 1 | Bandera de Australia   | Chris Guccione               | 7     | 3 | 7           | 3                      | 6 |
| 1 | Bandera de Bielorrusia | Max Mirnyi                   | 6 (4) | 6 | 5           | 6                      | 4 |
| 2 | Bandera de Australia   | Lleyton Hewitt               | 6     | 6 | 6           |                        |   |
| 2 | Bandera de Bielorrusia | Vladímir Volchkov            | 2     | 1 | 2           |                        |   |
| 3 | Bandera de Australia   | Wayne Arthurs-Paul Hanley    | 3     | 6 | 5           | 6                      | 7 |
| 3 | Bandera de Bielorrusia | Max Mirnyi-Vladímir Volchkov | 6     | 4 | 7           | 3                      | 5 |
| 4 | Bandera de Australia   | Wayne Arthurs                | 7     | 6 |             |                        |   |
| 4 | Bandera de Bielorrusia | Serguei Tarasevitch          | 6 (6) | 3 |             |                        |   |
| 5 | Bandera de Australia   | Chris Guccione               | 6     | 6 |             |                        |   |
| 5 | Bandera de Bielorrusia | Alexandr Zotov               | 1     | 3 |             |                        |   |

| | Bandera de Francia | Francia                       | 1     | 4 | Rusia | Bandera de Rusia |   |
| --- | ------------------ | ----------------------------- | ----- | - | ----- | ---------------- | - |
| Palais des Sports, Pau, Francia 7 al 9 de abril de 2006 |                    |                               |       |   |       |                  |   |
| \| 1 \| \| Richard Gasquet \| 6 (4) \| 6 \| 3 \| 7 \| 1 \| \| 1 \| \| Marat Safin \| 7 \| 4 \| 6 \| 6 (1) \| 6 \| \| 2 \| \| Arnaud Clément \| 6 \| 2 \| 4 \| 6 (4) \| \| \| 2 \| \| Nikolay Davydenko \| 3 \| 6 \| 6 \| 7 \| \| \| 3 \| \| Arnaud Clément-Michael Llodra \| 6 \| 6 \| 6 (3) \| 5 \| 6 \| \| 3 \| \| Dmitry Tursunov-Mijaíl Yuzhny \| 3 \| 3 \| 7 \| 7 \| 2 \| \| 4 \| \| Richard Gasquet \| 1 \| 6 \| 7 \| 4 \| 5 \| \| 4 \| \| Dmitry Tursunov \| 6 \| 3 \| 6 (4) \| 6 \| 7 \| \| 5 \| \| Michael Llodra \| 2 \| 6 \| 6 (3) \| \| \| \| 5 \| \| Mijaíl Yuzhny \| 6 \| 4 \| 7 \| \| \| |                    |                               |       |   |       |                  |   |
| 1 | Bandera de Francia | Richard Gasquet               | 6 (4) | 6 | 3     | 7                | 1 |
| 1 | Bandera de Rusia   | Marat Safin                   | 7     | 4 | 6     | 6 (1)            | 6 |
| 2 | Bandera de Francia | Arnaud Clément                | 6     | 2 | 4     | 6 (4)            |   |
| 2 | Bandera de Rusia   | Nikolay Davydenko             | 3     | 6 | 6     | 7                |   |
| 3 | Bandera de Francia | Arnaud Clément-Michael Llodra | 6     | 6 | 6 (3) | 5                | 6 |
| 3 | Bandera de Rusia   | Dmitry Tursunov-Mijaíl Yuzhny | 3     | 3 | 7     | 7                | 2 |
| 4 | Bandera de Francia | Richard Gasquet               | 1     | 6 | 7     | 4                | 5 |
| 4 | Bandera de Rusia   | Dmitry Tursunov               | 6     | 3 | 6 (4) | 6                | 7 |
| 5 | Bandera de Francia | Michael Llodra                | 2     | 6 | 6 (3) |                  |   |
| 5 | Bandera de Rusia   | Mijaíl Yuzhny                 | 6     | 4 | 7     |                  |   |

| | Bandera de Estados Unidos | Estados Unidos                | 3     | 2     | Chile | Bandera de Chile |    |
| --- | ------------------------- | ----------------------------- | ----- | ----- | ----- | ---------------- | -- |
| Mission Hills Country Club, Rancho Mirage, CA, Estados Unidos 7 al 9 de abril de 2006 |                           |                               |       |       |       |                  |    |
| \| 1 \| \| James Blake \| 7 \| 6 \| 6 (2) \| 4 \| 8 \| \| 1 \| \| Fernando González \| 6 (5) \| 0 \| 7 \| 6 \| 10 \| \| 2 \| \| Andy Roddick \| 6 \| 7 \| 7 \| \| \| \| 2 \| \| Nicolás Massú \| 3 \| 6 (5) \| 6 (5) \| \| \| \| 3 \| \| Bob Bryan-Mike Bryan \| 6 \| 6 \| 6 \| \| \| \| 3 \| \| Paul Capdeville-Adrián García \| 1 \| 2 \| 4 \| \| \| \| 4 \| \| Andy Roddick \| 4 \| 7 \| 6 \| 6 \| \| \| 4 \| \| Fernando González \| 6 \| 5 \| 3 \| 2 \| \| \| 5 \| \| James Blake \| 3 \| 4 \| \| \| \| \| 5 \| \| Paul Capdeville \| 6 \| 6 \| \| \| \| |                           |                               |       |       |       |                  |    |
| 1 | Bandera de Estados Unidos | James Blake                   | 7     | 6     | 6 (2) | 4                | 8  |
| 1 | Bandera de Chile          | Fernando González             | 6 (5) | 0     | 7     | 6                | 10 |
| 2 | Bandera de Estados Unidos | Andy Roddick                  | 6     | 7     | 7     |                  |    |
| 2 | Bandera de Chile          | Nicolás Massú                 | 3     | 6 (5) | 6 (5) |                  |    |
| 3 | Bandera de Estados Unidos | Bob Bryan-Mike Bryan          | 6     | 6     | 6     |                  |    |
| 3 | Bandera de Chile          | Paul Capdeville-Adrián García | 1     | 2     | 4     |                  |    |
| 4 | Bandera de Estados Unidos | Andy Roddick                  | 4     | 7     | 6     | 6                |    |
| 4 | Bandera de Chile          | Fernando González             | 6     | 5     | 3     | 2                |    |
| 5 | Bandera de Estados Unidos | James Blake                   | 3     | 4     |       |                  |    |
| 5 | Bandera de Chile          | Paul Capdeville               | 6     | 6     |       |                  |    |

### Semifinales
| | Bandera de Argentina | Argentina                        | 5 | 0 | Australia | Bandera de Australia |   |
| --- | -------------------- | -------------------------------- | - | - | --------- | -------------------- | - |
| Parque Roca, Buenos Aires, Argentina 22 al 24 de septiembre de 2006 |                      |                                  |   |   |           |                      |   |
| \| 1 \| \| David Nalbandian \| 6 \| 6 \| 6 \| \| \| \| 1 \| \| Mark Philippoussis \| 4 \| 3 \| 3 \| \| \| \| 2 \| \| José Acasuso \| 1 \| 6 \| 4 \| 6 \| 6 \| \| 2 \| \| Lleyton Hewitt \| 6 \| 4 \| 6 \| 2 \| 1 \| \| 3 \| \| David Nalbandian-Agustín Calleri \| 6 \| 6 \| 7 \| \| \| \| 3 \| \| Wayne Arthurs-Paul Hanley \| 4 \| 4 \| 5 \| \| \| \| 4 \| \| Agustín Calleri \| 6 \| 6 \| \| \| \| \| 4 \| \| Paul Hanley \| 0 \| 3 \| \| \| \| \| 5 \| \| Juan Ignacio Chela \| \| \| \| \| \| \| 5 \| \| Wayne Arthurs \| R \| \| \| \| \| |                      |                                  |   |   |           |                      |   |
| 1 | Bandera de Argentina | David Nalbandian                 | 6 | 6 | 6         |                      |   |
| 1 | Bandera de Australia | Mark Philippoussis               | 4 | 3 | 3         |                      |   |
| 2 | Bandera de Argentina | José Acasuso                     | 1 | 6 | 4         | 6                    | 6 |
| 2 | Bandera de Australia | Lleyton Hewitt                   | 6 | 4 | 6         | 2                    | 1 |
| 3 | Bandera de Argentina | David Nalbandian-Agustín Calleri | 6 | 6 | 7         |                      |   |
| 3 | Bandera de Australia | Wayne Arthurs-Paul Hanley        | 4 | 4 | 5         |                      |   |
| 4 | Bandera de Argentina | Agustín Calleri                  | 6 | 6 |           |                      |   |
| 4 | Bandera de Australia | Paul Hanley                      | 0 | 3 |           |                      |   |
| 5 | Bandera de Argentina | Juan Ignacio Chela               |   |   |           |                      |   |
| 5 | Bandera de Australia | Wayne Arthurs                    | R |   |           |                      |   |

| | Bandera de Rusia          | Rusia                         | 3 | 2     | Estados Unidos | Bandera de Estados Unidos |    |
| --- | ------------------------- | ----------------------------- | - | ----- | -------------- | ------------------------- | -- |
| Estadio Olímpico, Moscú, Rusia 22 al 24 de septiembre de 2006 |                           |                               |   |       |                |                           |    |
| \| 1 \| \| Marat Safin \| 6 \| 6 \| 7 \| \| \| \| 1 \| \| Andy Roddick \| 4 \| 3 \| 6 (5) \| \| \| \| 2 \| \| Mijaíl Yuzhny \| 7 \| 1 \| 6 \| 7 \| \| \| 2 \| \| James Blake \| 5 \| 6 \| 1 \| 5 \| \| \| 3 \| \| Dmitri Tursúnov-Mijaíl Yuzhny \| 3 \| 4 \| 2 \| \| \| \| 3 \| \| Bob Bryan-Mike Bryan \| 6 \| 6 \| 6 \| \| \| \| 4 \| \| Dmitry Tursunov \| 6 \| 6 \| 5 \| 3 \| 17 \| \| 4 \| \| Andy Roddick \| 3 \| 4 \| 7 \| 6 \| 15 \| \| 5 \| \| Marat Safin \| 5 \| 6 (4) \| \| \| \| \| 5 \| \| James Blake \| 7 \| 7 \| \| \| \| |                           |                               |   |       |                |                           |    |
| 1 | Bandera de Rusia          | Marat Safin                   | 6 | 6     | 7              |                           |    |
| 1 | Bandera de Estados Unidos | Andy Roddick                  | 4 | 3     | 6 (5)          |                           |    |
| 2 | Bandera de Rusia          | Mijaíl Yuzhny                 | 7 | 1     | 6              | 7                         |    |
| 2 | Bandera de Estados Unidos | James Blake                   | 5 | 6     | 1              | 5                         |    |
| 3 | Bandera de Rusia          | Dmitri Tursúnov-Mijaíl Yuzhny | 3 | 4     | 2              |                           |    |
| 3 | Bandera de Estados Unidos | Bob Bryan-Mike Bryan          | 6 | 6     | 6              |                           |    |
| 4 | Bandera de Rusia          | Dmitry Tursunov               | 6 | 6     | 5              | 3                         | 17 |
| 4 | Bandera de Estados Unidos | Andy Roddick                  | 3 | 4     | 7              | 6                         | 15 |
| 5 | Bandera de Rusia          | Marat Safin                   | 5 | 6 (4) |                |                           |    |
| 5 | Bandera de Estados Unidos | James Blake                   | 7 | 7     |                |                           |    |

### Final
| Estadio Olimpiski, Moscú, Rusia 1.º al 3 de diciembre de 2006 |                      |                                  |   |   |   |       |  |  |
| \| 1 \| \| Nikolay Davydenko \| 6 \| 6 \| 5 \| 6 \| \| \| \| 1 \| \| Juan Ignacio Chela \| 1 \| 2 \| 7 \| 4 \| \| \| \| 2 \| \| Marat Safin \| 4 \| 4 \| 4 \| \| \| \| \| 2 \| \| David Nalbandian \| 6 \| 6 \| 6 \| \| \| \| \| 3 \| \| Dmitry Tursunov-Marat Safin \| 6 \| 6 \| 6 \| \| \| \| \| 3 \| \| Agustín Calleri-David Nalbandian \| 2 \| 3 \| 4 \| \| \| \| \| 4 \| \| Nikolay Davydenko \| 2 \| 2 \| 6 \| 4 \| \| \| \| 4 \| \| David Nalbandian \| 6 \| 6 \| 4 \| 6 \| \| \| \| 5 \| \| Marat Safin \| 6 \| 3 \| 6 \| 7 \| \| \| \| 5 \| \| José Acasuso \| 3 \| 6 \| 3 \| 6 (5) \| \| \| |                      |                                  |   |   |   |       |  |  |
| 1 | Bandera de Rusia     | Nikolay Davydenko                | 6 | 6 | 5 | 6     |  |  |
| 1 | Bandera de Argentina | Juan Ignacio Chela               | 1 | 2 | 7 | 4     |  |  |
| 2 | Bandera de Rusia     | Marat Safin                      | 4 | 4 | 4 |       |  |  |
| 2 | Bandera de Argentina | David Nalbandian                 | 6 | 6 | 6 |       |  |  |
| 3 | Bandera de Rusia     | Dmitry Tursunov-Marat Safin      | 6 | 6 | 6 |       |  |  |
| 3 | Bandera de Argentina | Agustín Calleri-David Nalbandian | 2 | 3 | 4 |       |  |  |
| 4 | Bandera de Rusia     | Nikolay Davydenko                | 2 | 2 | 6 | 4     |  |  |
| 4 | Bandera de Argentina | David Nalbandian                 | 6 | 6 | 4 | 6     |  |  |
| 5 | Bandera de Rusia     | Marat Safin                      | 6 | 3 | 6 | 7     |  |  |
| 5 | Bandera de Argentina | José Acasuso                     | 3 | 6 | 3 | 6 (5) |  |  |

## Grupos regionales
A la vez que se disputa el trofeo del Grupo Mundial, se realizan durante el año diversos partidos para determinar los ganadores de las zonas continentales y los ascensos y descensos de los diversos equipos. Los clasificados de los tres Grupos 1 continentales se enfrentan posteriormente en una etapa de repesca frente a los perdedores de la primera ronda del Grupo Mundial. A continuación, un resumen de los enfrentamientos dentro de las zonas continentales:

### Grupo 1Europa-África
| Países              | 1.ª ronda    | 2.ª ronda    | 1.ª ronda p/o | 2.ª ronda p/o | Clasificación |
| ------------------- | ------------ | ------------ | ------------- | ------------- | ------------- |
| Bélgica             |              | 4:1 ante (V) |               |               | Repesca       |
| Italia *            |              | 5:0 ante (V) |               |               | Repesca       |
| Israel              | 1:4 ante (L) |              | 3:2 ante (V)  |               |               |
| Luxemburgo          | 4:1 ante (L) | 0:5 ante (V) |               |               |               |
| Marruecos           |              | 0:5 ante (L) |               | 1:3 ante (L)  | Descendido    |
| Portugal            | 1:4 ante (V) |              |               | 3:1 ante (V)  |               |
| Reino Unido         |              | 2:3 ante (L) | 2:3 ante (L)  | 3:2 ante (V)  |               |
| República Checa     |              | 5:0 ante (V) |               |               | Repesca       |
| Serbia y Montenegro | 4:1 ante (V) | 3:2 ante (V) |               |               | Repesca       |
| Ucrania             |              | 1:4 ante (L) |               | 2:3 ante (L)  | Descendido    |

### Grupo 1América
| Países    | 1.ª ronda    | 2.ª ronda    | 1.ª ronda p/o | 2.ª ronda p/o | Clasificación |
| --------- | ------------ | ------------ | ------------- | ------------- | ------------- |
| Brasil    | 3:2 ante (V) | 4:0 ante (V) |               |               | Repesca       |
| Canadá    |              | 1:4 ante (V) | 3:2 ante (L)  |               |               |
| Ecuador   |              | 0:4 ante (L) | 1:4 ante (V)  | 0:5 ante (V)  | Descendido    |
| México    | 4:1 ante (V) | 4:1 ante     |               |               | Repesca       |
| Perú      | 2:3 ante (L) |              | 4:1 ante      |               |               |
| Venezuela | 1:4 ante (L) |              | 2:3 ante (V)  | 5:0 ante (L)  |               |

### Grupo 1Asia-Oceanía
| Países        | 1.ª ronda    | 2.ª ronda    | 1.ª ronda p/o | 2.ª ronda p/o | Clasificación |
| ------------- | ------------ | ------------ | ------------- | ------------- | ------------- |
| China         | 0:5 ante (V) |              | 0:3 ante (V)  | 5:0 ante (L)  |               |
| China Taipéi  | 3:2 ante (L) | 1:4 ante (L) |               |               |               |
| Corea del Sur | 4:1 ante (L) | 4:1 ante (V) |               |               | Repesca       |
| India         | 1:4 ante (V) |              | 3:2 ante (L)  |               |               |
| Japón         | 5:0 ante (L) | 2:3 ante (V) |               |               |               |
| Pakistán      | 2:3 ante (V) |              | 2:3 ante (V)  | 0:5 ante (V)  | Descendido    |
| Tailandia     | 3:2 ante (V) | 3:2 ante (L) |               |               | Repesca       |
| Uzbekistán    | 2:3 ante (L) |              | 3:0 ante (L)  |               |               |

## Repesca
Los play-offs o repescas se disputan entre los clasificados de los Grupos 1 Continentales y los perdedores en Primera Ronda del Grupo Mundial. Los ganadores participarán del Grupo Mundial de la Copa Davis 2007; en cambio, los perdedores disputarán un año más su Grupo 1 Continental.
| Werzer Arena, Portschach, Austria 22 al 24 de septiembre de 2006 |                    |                                   |   |   |       |       |  |
| \| 1 \| \| Oliver Marach \| 6 \| 4 \| 7 \| 6 \| \| \| 1 \| \| Bruno Echagaray \| 2 \| 6 \| 6 (4) \| 3 \| \| \| 2 \| \| Jürgen Melzer \| 6 \| 6 \| 6 \| \| \| \| 2 \| \| Santiago González \| 2 \| 1 \| 1 \| \| \| \| 3 \| \| Jürgen Melzer \| 6 \| 5 \| 7 \| 7 \| \| \| 3 \| \| Bruno Echagaray-Santiago González \| 3 \| 7 \| 5 \| 6 (3) \| \| \| 4 \| \| Rainer Eitzinger \| 6 \| 6 \| \| \| \| \| 4 \| \| Daniel Garza \| 3 \| 1 \| \| \| \| \| 5 \| \| Oliver Marach \| 6 \| 6 \| \| \| \| \| 5 \| \| Carlos Palencia \| 0 \| 1 \| \| \| \| |                    |                                   |   |   |       |       |  |
| 1 | Bandera de Austria | Oliver Marach                     | 6 | 4 | 7     | 6     |  |
| 1 | Bandera de México  | Bruno Echagaray                   | 2 | 6 | 6 (4) | 3     |  |
| 2 | Bandera de Austria | Jürgen Melzer                     | 6 | 6 | 6     |       |  |
| 2 | Bandera de México  | Santiago González                 | 2 | 1 | 1     |       |  |
| 3 | Bandera de Austria | Jürgen Melzer                     | 6 | 5 | 7     | 7     |  |
| 3 | Bandera de México  | Bruno Echagaray-Santiago González | 3 | 7 | 5     | 6 (3) |  |
| 4 | Bandera de Austria | Rainer Eitzinger                  | 6 | 6 |       |       |  |
| 4 | Bandera de México  | Daniel Garza                      | 3 | 1 |       |       |  |
| 5 | Bandera de Austria | Oliver Marach                     | 6 | 6 |       |       |  |
| 5 | Bandera de México  | Carlos Palencia                   | 0 | 1 |       |       |  |

| Rochus Club, Düsseldorf, Alemania 22 al 24 de septiembre de 2006 |                      |                                       |   |       |        |   |   |
| \| 1 \| \| Tommy Haas \| 3 \| 6 \| 6 (6) \| 6 \| 3 \| \| 1 \| \| Paradorn Srichaphan \| 6 \| 2 \| 7 \| 3 \| 6 \| \| 2 \| \| Florian Mayer \| 3 \| 7 \| 3 \| 6 \| 6 \| \| 2 \| \| Danai Udomchoke \| 6 \| 6 (4) \| 6 \| 2 \| 3 \| \| 3 \| \| Alexander Waske \| 6 \| 6 \| 6 \| \| \| \| 3 \| \| Sonchat Ratiwatana-Sanchai Ratiwatana \| 1 \| 2 \| 0 \| \| \| \| 4 \| \| Alexander Waske \| 6 \| 7 \| 7 \| \| \| \| 4 \| \| Paradorn Srichaphan \| 4 \| 5 \| 6 (12) \| \| \| \| 5 \| \| Florian Mayer \| 6 \| 6 \| \| \| \| \| 5 \| \| Sanchai Ratiwatana \| 1 \| 3 \| \| \| \| |                      |                                       |   |       |        |   |   |
| 1 | Bandera de Alemania  | Tommy Haas                            | 3 | 6     | 6 (6)  | 6 | 3 |
| 1 | Bandera de Tailandia | Paradorn Srichaphan                   | 6 | 2     | 7      | 3 | 6 |
| 2 | Bandera de Alemania  | Florian Mayer                         | 3 | 7     | 3      | 6 | 6 |
| 2 | Bandera de Tailandia | Danai Udomchoke                       | 6 | 6 (4) | 6      | 2 | 3 |
| 3 | Bandera de Alemania  | Alexander Waske                       | 6 | 6     | 6      |   |   |
| 3 | Bandera de Tailandia | Sonchat Ratiwatana-Sanchai Ratiwatana | 1 | 2     | 0      |   |   |
| 4 | Bandera de Alemania  | Alexander Waske                       | 6 | 7     | 7      |   |   |
| 4 | Bandera de Tailandia | Paradorn Srichaphan                   | 4 | 5     | 6 (12) |   |   |
| 5 | Bandera de Alemania  | Florian Mayer                         | 6 | 6     |        |   |   |
| 5 | Bandera de Tailandia | Sanchai Ratiwatana                    | 1 | 3     |        |   |   |

| Groenoordhallen, Leiden, Alemania 22 al 24 de septiembre de 2006 |                             |                             |       |       |       |        |  |
| \| 1 \| \| Raemon Sluiter \| 2 \| 6 (5) \| 6 \| 6 (13) \| \| \| 1 \| \| Jiri Novak \| 6 \| 2 \| 7 \| 3 \| \| \| 2 \| \| Robin Haase \| 2 \| 4 \| 4 \| \| \| \| 2 \| \| Tomáš Berdych \| 6 \| 6 \| 6 \| \| \| \| 3 \| \| Rogier Wassen-Peter Wessels \| 6 (4) \| 5 \| 7 \| 6 (4) \| \| \| 3 \| \| Martin Damm \| 7 \| 7 \| 6 (2) \| 7 \| \| \| 4 \| \| Raemon Sluiter \| 3 \| 6 (4) \| \| \| \| \| 4 \| \| Tomáš Berdych \| 6 \| 7 \| \| \| \| \| 5 \| \| Robin Haase \| 6 \| 6 \| \| \| \| \| 5 \| \| Jan Hernych \| 4 \| 4 \| \| \| \| |                             |                             |       |       |       |        |  |
| 1 | Bandera de los Países Bajos | Raemon Sluiter              | 2     | 6 (5) | 6     | 6 (13) |  |
| 1 | Bandera de República Checa  | Jiri Novak                  | 6     | 2     | 7     | 3      |  |
| 2 | Bandera de los Países Bajos | Robin Haase                 | 2     | 4     | 4     |        |  |
| 2 | Bandera de República Checa  | Tomáš Berdych               | 6     | 6     | 6     |        |  |
| 3 | Bandera de los Países Bajos | Rogier Wassen-Peter Wessels | 6 (4) | 5     | 7     | 6 (4)  |  |
| 3 | Bandera de República Checa  | Martin Damm                 | 7     | 7     | 6 (2) | 7      |  |
| 4 | Bandera de los Países Bajos | Raemon Sluiter              | 3     | 6 (4) |       |        |  |
| 4 | Bandera de República Checa  | Tomáš Berdych               | 6     | 7     |       |        |  |
| 5 | Bandera de los Países Bajos | Robin Haase                 | 6     | 6     |       |        |  |
| 5 | Bandera de República Checa  | Jan Hernych                 | 4     | 4     |       |        |  |

| Club Sportiv Progresul, Bucarest, Rumania 22 al 24 de septiembre de 2006 |                          |                               |   |   |   |   |  |
| \| 1 \| \| Andrei Pavel \| 6 \| 6 \| 6 \| \| \| \| 1 \| \| Jun Woong-Sun \| 0 \| 4 \| 3 \| \| \| \| 2 \| \| Victor Crivoi \| 1 \| 1 \| 0 \| \| \| \| 2 \| \| Lee Hyung-Taik \| 6 \| 6 \| 6 \| \| \| \| 3 \| \| Andrei Pavel-Horia Tecau \| 2 \| 6 \| 6 \| 7 \| \| \| 3 \| \| Chung Hee-Seok-Lee Hyung-Taik \| 6 \| 2 \| 3 \| 5 \| \| \| 4 \| \| Andrei Pavel \| 4 \| 6 \| 6 \| 6 \| \| \| 4 \| \| Lee Hyung-Taik \| 6 \| 4 \| 3 \| 2 \| \| \| 5 \| \| Florin Mergea \| 6 \| 2 \| 6 \| \| \| \| 5 \| \| Jun Woong-Sun \| 2 \| 6 \| 3 \| \| \| |                          |                               |   |   |   |   |  |
| 1 | Bandera de Rumania       | Andrei Pavel                  | 6 | 6 | 6 |   |  |
| 1 | Bandera de Corea del Sur | Jun Woong-Sun                 | 0 | 4 | 3 |   |  |
| 2 | Bandera de Rumania       | Victor Crivoi                 | 1 | 1 | 0 |   |  |
| 2 | Bandera de Corea del Sur | Lee Hyung-Taik                | 6 | 6 | 6 |   |  |
| 3 | Bandera de Rumania       | Andrei Pavel-Horia Tecau      | 2 | 6 | 6 | 7 |  |
| 3 | Bandera de Corea del Sur | Chung Hee-Seok-Lee Hyung-Taik | 6 | 2 | 3 | 5 |  |
| 4 | Bandera de Rumania       | Andrei Pavel                  | 4 | 6 | 6 | 6 |  |
| 4 | Bandera de Corea del Sur | Lee Hyung-Taik                | 6 | 4 | 3 | 2 |  |
| 5 | Bandera de Rumania       | Florin Mergea                 | 6 | 2 | 6 |   |  |
| 5 | Bandera de Corea del Sur | Jun Woong-Sun                 | 2 | 6 | 3 |   |  |

| Sibamac Arena, Bratislava, Eslovaquia 22 al 24 de septiembre de 2006 |                       |                                |       |   |   |   |   |
| \| 1 \| \| Dominik Hrbaty \| 2 \| 6 \| 6 \| 3 \| 6 \| \| 1 \| \| Kristof Vliegen \| 6 \| 4 \| 3 \| 6 \| 2 \| \| 2 \| \| Michal Mertinak \| 7 \| 2 \| 3 \| 4 \| \| \| 2 \| \| Olivier Rochus \| 6 (1) \| 6 \| 6 \| 6 \| \| \| 3 \| \| Dominik Hrbaty-Michal Mertinak \| 2 \| 6 \| 3 \| 6 \| 5 \| \| 3 \| \| Kristof Vliegen-Olivier Rochus \| 6 \| 3 \| 6 \| 0 \| 7 \| \| 4 \| \| Dominik Hrbaty \| 2 \| 3 \| 3 \| \| \| \| 4 \| \| Olivier Rochus \| 6 \| 6 \| 6 \| \| \| \| 5 \| \| Lukáš Lacko \| 7 \| 6 \| \| \| \| \| 5 \| \| Dick Norman \| 6 (5) \| 3 \| \| \| \| |                       |                                |       |   |   |   |   |
| 1 | Bandera de Eslovaquia | Dominik Hrbaty                 | 2     | 6 | 6 | 3 | 6 |
| 1 | Bandera de Bélgica    | Kristof Vliegen                | 6     | 4 | 3 | 6 | 2 |
| 2 | Bandera de Eslovaquia | Michal Mertinak                | 7     | 2 | 3 | 4 |   |
| 2 | Bandera de Bélgica    | Olivier Rochus                 | 6 (1) | 6 | 6 | 6 |   |
| 3 | Bandera de Eslovaquia | Dominik Hrbaty-Michal Mertinak | 2     | 6 | 3 | 6 | 5 |
| 3 | Bandera de Bélgica    | Kristof Vliegen-Olivier Rochus | 6     | 3 | 6 | 0 | 7 |
| 4 | Bandera de Eslovaquia | Dominik Hrbaty                 | 2     | 3 | 3 |   |   |
| 4 | Bandera de Bélgica    | Olivier Rochus                 | 6     | 6 | 6 |   |   |
| 5 | Bandera de Eslovaquia | Lukáš Lacko                    | 7     | 6 |   |   |   |
| 5 | Bandera de Bélgica    | Dick Norman                    | 6 (5) | 3 |   |   |   |

| Real Sociedad de Tenis de La Magdalena, Santander, España 22 al 24 de septiembre de 2006 |                   |                                      |   |   |   |       |  |
| \| 1 \| \| Tommy Robredo \| 3 \| 5 \| 3 \| \| \| \| 1 \| \| Filippo Volandri \| 6 \| 7 \| 6 \| \| \| \| 2 \| \| Rafael Nadal \| 6 \| 6 \| 6 \| \| \| \| 2 \| \| Andreas Seppi \| 0 \| 4 \| 3 \| \| \| \| 3 \| \| Rafael Nadal-Fernando Verdasco \| 6 \| 3 \| 6 \| 7 \| \| \| 3 \| \| Giorgio Galimberti-Daniele Bracciali \| 2 \| 6 \| 3 \| 6 (4) \| \| \| 4 \| \| Rafael Nadal \| 3 \| 7 \| 6 \| 6 \| \| \| 4 \| \| Filippo Volandri \| 6 \| 5 \| 3 \| 3 \| \| \| 5 \| \| David Ferrer \| 6 \| 6 \| \| \| \| \| 5 \| \| Andreas Seppi \| 2 \| 2 \| \| \| \| |                   |                                      |   |   |   |       |  |
| 1 | Bandera de España | Tommy Robredo                        | 3 | 5 | 3 |       |  |
| 1 | Bandera de Italia | Filippo Volandri                     | 6 | 7 | 6 |       |  |
| 2 | Bandera de España | Rafael Nadal                         | 6 | 6 | 6 |       |  |
| 2 | Bandera de Italia | Andreas Seppi                        | 0 | 4 | 3 |       |  |
| 3 | Bandera de España | Rafael Nadal-Fernando Verdasco       | 6 | 3 | 6 | 7     |  |
| 3 | Bandera de Italia | Giorgio Galimberti-Daniele Bracciali | 2 | 6 | 3 | 6 (4) |  |
| 4 | Bandera de España | Rafael Nadal                         | 3 | 7 | 6 | 6     |  |
| 4 | Bandera de Italia | Filippo Volandri                     | 6 | 5 | 3 | 3     |  |
| 5 | Bandera de España | David Ferrer                         | 6 | 6 |   |       |  |
| 5 | Bandera de Italia | Andreas Seppi                        | 2 | 2 |   |       |  |

| EXPOMINAS, Belo Horizonte, Brasil 22 al 24 de septiembre de 2006 |                   |                              |       |   |       |   |   |
| \| 1 \| \| Flávio Saretta \| 6 \| 1 \| 3 \| 6 \| 7 \| \| 1 \| \| Andreas Vinciguerra \| 4 \| 6 \| 6 \| 2 \| 5 \| \| 2 \| \| Ricardo Mello \| 0 \| 1 \| 4 \| \| \| \| 2 \| \| Robin Söderling \| 6 \| 6 \| 6 \| \| \| \| 3 \| \| Gustavo Kuerten-André Sá \| 7 \| 3 \| 2 \| 5 \| \| \| 3 \| \| Simon Aspelin-Jonas Björkman \| 6 (5) \| 6 \| 6 \| 7 \| \| \| 4 \| \| Flávio Saretta \| 0 \| 3 \| 6 (4) \| \| \| \| 4 \| \| Robin Söderling \| 6 \| 6 \| 7 \| \| \| \| 5 \| \| Ricardo Mello \| \| \| \| \| \| \| 5 \| Andreas Vinciguerra \| \| \| \| \| \| \| |                   |                              |       |   |       |   |   |
| 1 | Bandera de Brasil | Flávio Saretta               | 6     | 1 | 3     | 6 | 7 |
| 1 | Bandera de Suecia | Andreas Vinciguerra          | 4     | 6 | 6     | 2 | 5 |
| 2 | Bandera de Brasil | Ricardo Mello                | 0     | 1 | 4     |   |   |
| 2 | Bandera de Suecia | Robin Söderling              | 6     | 6 | 6     |   |   |
| 3 | Bandera de Brasil | Gustavo Kuerten-André Sá     | 7     | 3 | 2     | 5 |   |
| 3 | Bandera de Suecia | Simon Aspelin-Jonas Björkman | 6 (5) | 6 | 6     | 7 |   |
| 4 | Bandera de Brasil | Flávio Saretta               | 0     | 3 | 6 (4) |   |   |
| 4 | Bandera de Suecia | Robin Söderling              | 6     | 6 | 7     |   |   |
| 5 | Bandera de Brasil | Ricardo Mello                |       |   |       |   |   |
| 5 | Bandera de Suecia | Andreas Vinciguerra          |       |   |       |   |   |

| Geneva Palexpo, Ginebra, Suiza 22 al 24 de septiembre de 2006 |                                |                               |       |   |   |       |   |
| \| 1 \| \| Roger Federer \| 6 \| 6 \| 6 \| \| \| \| 1 \| \| Janko Tipsarević \| 3 \| 2 \| 2 \| \| \| \| 2 \| \| Stanislas Wawrinka \| 4 \| 6 \| 6 \| 6 (3) \| 4 \| \| 2 \| \| Novak Đoković \| 6 \| 3 \| 2 \| 7 \| 6 \| \| 3 \| \| Roger Federer-Yves Allegro \| 7 \| 6 \| 6 \| \| \| \| 3 \| \| Ilija Bozoljac-Nenad Zimonjić \| 6 (3) \| 4 \| 4 \| \| \| \| 4 \| \| Roger Federer \| 6 \| 6 \| 6 \| \| \| \| 4 \| \| Novak Đoković \| 3 \| 2 \| 3 \| \| \| \| 5 \| \| Marco Chiudinelli \| 6 \| 6 \| \| \| \| \| 5 \| \| Janko Tipsarević \| 4 \| 1 \| \| \| \| |                                |                               |       |   |   |       |   |
| 1 | Bandera de Suiza               | Roger Federer                 | 6     | 6 | 6 |       |   |
| 1 | Bandera de Serbia y Montenegro | Janko Tipsarević              | 3     | 2 | 2 |       |   |
| 2 | Bandera de Suiza               | Stanislas Wawrinka            | 4     | 6 | 6 | 6 (3) | 4 |
| 2 | Bandera de Serbia y Montenegro | Novak Đoković                 | 6     | 3 | 2 | 7     | 6 |
| 3 | Bandera de Suiza               | Roger Federer-Yves Allegro    | 7     | 6 | 6 |       |   |
| 3 | Bandera de Serbia y Montenegro | Ilija Bozoljac-Nenad Zimonjić | 6 (3) | 4 | 4 |       |   |
| 4 | Bandera de Suiza               | Roger Federer                 | 6     | 6 | 6 |       |   |
| 4 | Bandera de Serbia y Montenegro | Novak Đoković                 | 3     | 2 | 3 |       |   |
| 5 | Bandera de Suiza               | Marco Chiudinelli             | 6     | 6 |   |       |   |
| 5 | Bandera de Serbia y Montenegro | Janko Tipsarević              | 4     | 1 |   |       |   |